# FIVB Volleyball World Grand Prix 2015
FIVB Volleyball World Grand Prix 2015 spelades 26 juni till 2 augusti 2015. Det var den 33:e upplagan av turneringen, som arrangerades av FIVB, och 28 landslag deltog. USA vann tävlingen för sjätte gången. Karsta Lowe utsågs till mest värdefulla spelare.

## Regelverk

### Format
Tävlingen hade tre division (1-3) som samtliga spelade seriespel där alla möte alla andra lag en gång.
- De tre första lagen i division 3 och samt laget från arrangörslandet (om det var bland de tre första lagen ersattes det av laget på fjärde plats) spelade ett slutspel med semifinaler, match om tredje plats och final. Vinnare av finalen flyttas upp till division 2 för följande säsong.
- De tre första lagen i division 2 och samt laget från arrangörslandet (om det var bland de tre första lagen ersattes det av laget på fjärde plats) spelade ett slutspel med semifinaler, match om tredje plats och final. Vinnare av finalen flyttas upp till division 1 för följande säsong. Laget kom i sist i seriespelet degraderades istället till division 3 (om det inte var värd för slutspelet, i så fall degraderades det näst sista laget).
- De fem första lagen i division 1 och samt laget från arrangörslandet (om det var bland de tre första lagen ersattes det av laget på sjätte plats)  spelade ett nytt seriespel där de delades in i två grupper om tre lag i varje. De två första i varje grupp gick vidare till slutspel  med semifinaler, match om tredje plats och final om titeln. Laget kom i sist i seriespelet degraderades istället till division 2 (om det inte var värd för slutspelet, i så fall degraderades det näst sista laget).

### Metod för att bestämma tabellplacering
Om slutresultatet blev 3-0 eller 3-1 tilldelades 3 poäng till det vinnande laget och 0 till det förlorande laget, om slutresultatet blev 3-2 tilldelades 2 poäng till det vinnande laget och 1 till det förlorande laget. 
Rankningsordningen i serien definierades utifrån:
- Antal vunna matcher
- Poäng
- Kvot vunna / förlorade set
- Kvot vunna / förlorade poäng.
- Inbördes möte(n).

## Deltagande lag
| Lag                     | Kvalificera som                            | Deltog senast                         |
| ----------------------- | ------------------------------------------ | ------------------------------------- |
| Algeriet                | 27:a FIVB Volleyball World Grand Prix 2014 | FIVB Volleyball World Grand Prix 2014 |
| Argentina               | 17:e FIVB Volleyball World Grand Prix 2014 | FIVB Volleyball World Grand Prix 2014 |
| Australien              | 27:a FIVB Volleyball World Grand Prix 2014 | FIVB Volleyball World Grand Prix 2014 |
| Belgien                 | 6:a FIVB Volleyball World Grand Prix 2014  | FIVB Volleyball World Grand Prix 2014 |
| Brasilien               | 1:a FIVB Volleyball World Grand Prix 2014  | FIVB Volleyball World Grand Prix 2014 |
| Bulgarien               | 21:a FIVB Volleyball World Grand Prix 2014 | FIVB Volleyball World Grand Prix 2014 |
| Kanada                  | 19:e FIVB Volleyball World Grand Prix 2014 | FIVB Volleyball World Grand Prix 2014 |
| Kina                    | 5:a FIVB Volleyball World Grand Prix 2014  | FIVB Volleyball World Grand Prix 2014 |
| Colombia                | 7:a Panamerikanska cupen 2014              | Debut                                 |
| Kroatien                | 23:a FIVB Volleyball World Grand Prix 2014 | FIVB Volleyball World Grand Prix 2014 |
| Kuba                    | 20:a FIVB Volleyball World Grand Prix 2014 | FIVB Volleyball World Grand Prix 2014 |
| Tyskland                | 11:a FIVB Volleyball World Grand Prix 2014 | FIVB Volleyball World Grand Prix 2014 |
| Japan                   | 2:a FIVB Volleyball World Grand Prix 2014  | FIVB Volleyball World Grand Prix 2014 |
| Kazakstan               | 24:a FIVB Volleyball World Grand Prix 2014 | FIVB Volleyball World Grand Prix 2014 |
| Kenya                   | 25:a FIVB Volleyball World Grand Prix 2014 | FIVB Volleyball World Grand Prix 2014 |
| Italien                 | 10:a FIVB Volleyball World Grand Prix 2014 | FIVB Volleyball World Grand Prix 2014 |
| Mexiko                  | 26:a FIVB Volleyball World Grand Prix 2014 | FIVB Volleyball World Grand Prix 2014 |
| Nederländerna           | 14:e FIVB Volleyball World Grand Prix 2014 | FIVB Volleyball World Grand Prix 2014 |
| Peru                    | 18:e FIVB Volleyball World Grand Prix 2014 | FIVB Volleyball World Grand Prix 2014 |
| Polen                   | 16:e FIVB Volleyball World Grand Prix 2014 | FIVB Volleyball World Grand Prix 2014 |
| Puerto Rico             | 15:e FIVB Volleyball World Grand Prix 2014 | FIVB Volleyball World Grand Prix 2014 |
| Tjeckien                | 22:a FIVB Volleyball World Grand Prix 2014 | FIVB Volleyball World Grand Prix 2014 |
| Dominikanska republiken | 13:a FIVB Volleyball World Grand Prix 2014 | FIVB Volleyball World Grand Prix 2014 |
| Ryssland                | 3:a FIVB Volleyball World Grand Prix 2014  | FIVB Volleyball World Grand Prix 2014 |
| Serbien                 | 8:a FIVB Volleyball World Grand Prix 2014  | FIVB Volleyball World Grand Prix 2014 |
| USA                     | 7:a FIVB Volleyball World Grand Prix 2014  | FIVB Volleyball World Grand Prix 2014 |
| Thailand                | 12:a FIVB Volleyball World Grand Prix 2014 | FIVB Volleyball World Grand Prix 2014 |
| Turkiet                 | 4:a FIVB Volleyball World Grand Prix 2014  | FIVB Volleyball World Grand Prix 2014 |

## Turneringen[3]

### Gruppspelsfasen

#### Division 1

##### Första helgen
| Grupp A   | Grupp B                 | Grupp C |
| --------- | ----------------------- | ------- |
| Brasilien | Kina                    | Belgien |
| Japan     | Tyskland                | Italien |
| Serbien   | Dominikanska republiken | USA     |
| Thailand  | Ryssland                | Turkiet |

###### Grupp A
| 3 juli 2015 Indoor Stadium Huamark, Bangkok Speltid: 2:03 - Åskådare: 5 000 | Thailand  | 3 - 2 | Serbien   | 25-17, 15-25, 23-25, 25-22, 15-11 |
| 3 juli 2015 Indoor Stadium Huamark, Bangkok Speltid: 1:58 - Åskådare: 3 500 | Brasilien | 3 - 1 | Japan     | 21-25, 25-21, 25-17, 27-25        |
| 4 juli 2015 Indoor Stadium Huamark, Bangkok Speltid: 1:19 - Åskådare: 4 000 | Brasilien | 3 - 0 | Serbien   | 25-20, 25-15, 25-19               |
| 4 juli 2015 Indoor Stadium Huamark, Bangkok Speltid: 1:24 - Åskådare: 7 000 | Thailand  | 0 - 3 | Japan     | 21-25, 22-25, 22-25               |
| 5 juli 2015 Indoor Stadium Huamark, Bangkok Speltid: 2:00 - Åskådare: 4 500 | Japan     | 3 - 1 | Serbien   | 25-22, 18-25, 28-26, 25-23        |
| 5 juli 2015 Indoor Stadium Huamark, Bangkok Speltid: 1:23 - Åskådare: 7 000 | Thailand  | 0 - 3 | Brasilien | 23-25, 18-25, 13-25               |

###### Grupp B
| 3 juli 2015 Beilun Sports and Arts Centre, Ningbo Speltid: 1:59 - Åskådare: 2 500 | Tyskland                | 1 - 3 | Ryssland                | 20-25, 26-24, 20-25, 20-25 |
| 3 juli 2015 Beilun Sports and Arts Centre, Ningbo Speltid: 1:04 - Åskådare: 6 800 | Kina                    | 3 - 0 | Dominikanska republiken | 25-15, 25-12, 25-9         |
| 4 juli 2015 Beilun Sports and Arts Centre, Ningbo Speltid: 1:18 - Åskådare: 3 000 | Dominikanska republiken | 0 - 3 | Ryssland                | 15-25, 22-25, 8-25         |
| 4 juli 2015 Beilun Sports and Arts Centre, Ningbo Speltid: 1:16 - Åskådare: 7 500 | Kina                    | 3 - 0 | Tyskland                | 25-15, 25-22, 25-15        |
| 5 juli 2015 Beilun Sports and Arts Centre, Ningbo Speltid: 1:12 - Åskådare: 2 800 | Dominikanska republiken | 0 - 3 | Tyskland                | 6-25, 18-25, 23-25         |
| 5 juli 2015 Beilun Sports and Arts Centre, Ningbo Speltid: 1:53 - Åskådare: 7 600 | Kina                    | 3 - 1 | Ryssland                | 25-21, 21-25, 25-13, 25-23 |

###### Grupp C
| 3 juli 2015 Başkent Voleybol Salonu, Ankara Speltid: 2:11 - Åskådare: 400   | USA     | 3 - 1 | Italien | 25-27, 25-21, 25-22, 25-23 |
| 3 juli 2015 Başkent Voleybol Salonu, Ankara Speltid: 1:14 - Åskådare: 2 000 | Turkiet | 0 - 3 | Belgien | 13-25, 17-25, 23-25        |
| 4 juli 2015 Başkent Voleybol Salonu, Ankara Speltid: 1:11 - Åskådare: 500   | Italien | 3 - 0 | Belgien | 25-15, 25-17, 25-20        |
| 4 juli 2015 Başkent Voleybol Salonu, Ankara Speltid: 1:42 - Åskådare: 3 500 | Turkiet | 1 - 3 | USA     | 20-25, 25-17, 16-25, 21-25 |
| 5 juli 2015 Başkent Voleybol Salonu, Ankara Speltid: 1:16 - Åskådare: 400   | Belgien | 0 - 3 | USA     | 19-25, 20-25, 18-25        |
| 5 juli 2015 Başkent Voleybol Salonu, Ankara Speltid: 1:32 - Åskådare: 3 500 | Turkiet | 0 - 3 | Italien | 22-25, 23-25, 17-25        |

##### Andra helgen
| Grupp D   | Grupp E                 | Grupp F  |
| --------- | ----------------------- | -------- |
| Belgien   | Kina                    | Ryssland |
| Brasilien | Japan                   | Serbien  |
| Tyskland  | Italien                 | USA      |
| Thailand  | Dominikanska republiken | Turkiet  |

###### Grupp D
| 10 juli 2015 Ginásio do Ibirapuera, São Paulo Speltid: 1:21 - Åskådare: 5 665 | Brasilien | 3 - 0 | Belgien  | 25-17, 25-16, 25-14        |
| 10 juli 2015 Ginásio do Ibirapuera, São Paulo Speltid: 1:16 - Åskådare: 3 500 | Tyskland  | 0 - 3 | Thailand | 22-25, 20-25, 16-25        |
| 11 juli 2015 Ginásio do Ibirapuera, São Paulo Speltid: 1:47 - Åskådare: 6 342 | Brasilien | 3 - 1 | Thailand | 25-23, 20-25, 25-14, 25-19 |
| 11 juli 2015 Ginásio do Ibirapuera, São Paulo Speltid: 1:47 - Åskådare: 6 342 | Belgien   | 1 - 3 | Tyskland | 19-25, 25-23, 21-25, 15-25 |
| 12 juli 2015 Ginásio do Ibirapuera, São Paulo Speltid: 1:35 - Åskådare: 7 244 | Brasilien | 3 - 0 | Tyskland | 26-24, 25-22, 26-24        |
| 12 juli 2015 Ginásio do Ibirapuera, São Paulo Speltid: 1:38 - Åskådare: 7 244 | Belgien   | 1 - 3 | Thailand | 11-25, 23-25, 25-22, 14-25 |

###### Grupp E
| 10 juli 2015 Saitama City Gymnasium, Saitama Speltid: 1:07 - Åskådare: 1 800 | Kina                    | 3 - 0 | Dominikanska republiken | 25-15, 25-12, 25-19               |
| 10 juli 2015 Saitama City Gymnasium, Saitama Speltid: 2:18 - Åskådare: 4 580 | Japan                   | 2 - 3 | Italien                 | 15-25, 25-23, 27-25, 24-26, 12-15 |
| 11 juli 2015 Saitama City Gymnasium, Saitama Speltid: 1:45 - Åskådare: 2 900 | Kina                    | 3 - 1 | Italien                 | 25-21, 20-25, 25-16, 25-19        |
| 11 juli 2015 Saitama City Gymnasium, Saitama Speltid: 1:16 - Åskådare: 4 780 | Japan                   | 3 - 0 | Dominikanska republiken | 25-19, 25-12, 25-15               |
| 12 juli 2015 Saitama City Gymnasium, Saitama Speltid: 1:07 - Åskådare: 2 700 | Dominikanska republiken | 0 - 3 | Italien                 | 13-25, 15-25, 19-25               |
| 12 juli 2015 Saitama City Gymnasium, Saitama Speltid: 1:40 - Åskådare: 4 940 | Japan                   | 1 - 3 | Kina                    | 11-25, 25-21, 15-25, 17-25        |

###### Grupp F
| 10 juli 2015 Dvorec Sporta Jantarnyj, Kaliningrad Speltid: 1:50 - Åskådare: 1 300 | Serbien  | 3 - 1 | Turkiet | 25-18, 21-25, 25-14, 27-25       |
| 10 juli 2015 Dvorec Sporta Jantarnyj, Kaliningrad Speltid: 1:23 - Åskådare: 5 720 | Ryssland | 0 - 3 | USA     | 22-25, 20-25, 19-25              |
| 11 juli 2015 Dvorec Sporta Jantarnyj, Kaliningrad Speltid: 1:53 - Åskådare: 1 010 | USA      | 3 - 1 | Turkiet | 25-12, 25-19, 22-25, 25-21       |
| 11 juli 2015 Dvorec Sporta Jantarnyj, Kaliningrad Speltid: 2:07 - Åskådare: 4 948 | Ryssland | 3 - 2 | Serbien | 25-23, 17-25, 20-25, 26-24, 15-8 |
| 12 juli 2015 Dvorec Sporta Jantarnyj, Kaliningrad Speltid: 2:08 - Åskådare: 1 100 | Serbien  | 2 - 3 | USA     | 18-25, 26-24, 28-30, 25-19, 9-15 |
| 12 juli 2015 Dvorec Sporta Jantarnyj, Kaliningrad Speltid: 1:56 - Åskådare: 5 230 | Ryssland | 3 - 1 | Turkiet | 26-24, 17-25, 25-23, 25-21       |

##### Tredje helgen
| Grupp G   | Grupp H  | Grupp I                 |
| --------- | -------- | ----------------------- |
| Belgien   | Kina     | Tyskland                |
| Brasilien | Japan    | Dominikanska republiken |
| Italien   | USA      | Serbien                 |
| Ryssland  | Thailand | Turkiet                 |

###### Grupp G
| 16 juli 2015 PalaCatania, Catania Speltid: 1:21 - Åskådare: 1 700 | Ryssland  | 0 - 3 | Brasilien | 18-25, 14-25, 17-25        |
| 16 juli 2015 PalaCatania, Catania Speltid: 1:22 - Åskådare: 2 700 | Italien   | 3 - 0 | Belgien   | 25-17, 26-24, 25-14        |
| 17 juli 2015 PalaCatania, Catania Speltid: 1:22 - Åskådare: 1 200 | Brasilien | 3 - 0 | Belgien   | 25-14, 25-17, 25-23        |
| 17 juli 2015 PalaCatania, Catania Speltid: 1:56 - Åskådare: 3 700 | Italien   | 1 - 3 | Ryssland  | 18-25, 25-20, 22-25, 28-30 |
| 18 juli 2015 PalaCatania, Catania Speltid: 1:30 - Åskådare: 1 750 | Belgien   | 3 - 0 | Ryssland  | 25-20, 25-22, 28-26        |
| 18 juli 2015 PalaCatania, Catania Speltid: 1:29 - Åskådare: 4 800 | Italien   | 0 - 3 | Brasilien | 17-25, 24-26, 17-25        |

###### Grupp H
| 16 juli 2015 Hong Kong Coliseum, Hong Kong Speltid: 1:36 - Åskådare: 10 714 | Japan    | 0 - 3 | USA      | 23-25, 22-25, 24-26               |
| 16 juli 2015 Hong Kong Coliseum, Hong Kong Speltid: 1:17 - Åskådare: 10 714 | Kina     | 3 - 0 | Thailand | 25-18, 25-14, 27-25               |
| 17 juli 2015 Hong Kong Coliseum, Hong Kong Speltid: 1:45 - Åskådare: 10 714 | Thailand | 1 - 3 | USA      | 21-25, 18-25, 25-23, 16-25        |
| 17 juli 2015 Hong Kong Coliseum, Hong Kong Speltid: 1:18 - Åskådare: 10 714 | Kina     | 3 - 0 | Japan    | 25-13, 25-20, 25-17               |
| 18 juli 2015 Hong Kong Coliseum, Hong Kong Speltid: 1:19 - Åskådare: 10 715 | Japan    | 3 - 0 | Thailand | 25-19, 25-21, 25-15               |
| 18 juli 2015 Hong Kong Coliseum, Hong Kong Speltid: 2:09 - Åskådare: 10 724 | Kina     | 3 - 2 | USA      | 22-25, 25-13, 25-22, 19-25, 15-12 |

###### Grupp I
| 16 juli 2015 Porsche-Arena, Stuttgart Speltid: 1:25 - Åskådare: 1 400 | Turkiet                 | 0 - 3 | Serbien                 | 20-25, 16-25, 19-25               |
| 16 juli 2015 Porsche-Arena, Stuttgart Speltid: 1:21 - Åskådare: 1 500 | Tyskland                | 3 - 0 | Dominikanska republiken | 25-12, 25-11, 25-18               |
| 17 juli 2015 Porsche-Arena, Stuttgart Speltid: 2:41 - Åskådare: 2 500 | Tyskland                | 2 - 3 | Turkiet                 | 25-20, 26-28, 29-31, 25-14, 16-18 |
| 17 juli 2015 Porsche-Arena, Stuttgart Speltid: 1:17 - Åskådare: 1 800 | Dominikanska republiken | 0 - 3 | Serbien                 | 13-25, 21-25, 16-25               |
| 18 juli 2015 Porsche-Arena, Stuttgart Speltid: 1:30 - Åskådare: 1 800 | Dominikanska republiken | 0 - 3 | Turkiet                 | 20-25, 17-25, 20-25               |
| 18 juli 2015 Porsche-Arena, Stuttgart Speltid: 1:53 - Åskådare: 3 000 | Serbien                 | 1 - 3 | Tyskland                | 25-23, 18-25, 22-25, 22-25        |

##### Sluttabell
| Pos. | Lag                     | Pt | M | V | F | SV | SF | Kvot   | PV  | PF  | Kvot  |
| ---- | ----------------------- | -- | - | - | - | -- | -- | ------ | --- | --- | ----- |
| 1    | Brasilien               | 27 | 9 | 9 | 0 | 27 | 2  | 13.500 | 721 | 555 | 1.299 |
| 2    | Kina                    | 26 | 9 | 9 | 0 | 27 | 5  | 5.400  | 770 | 569 | 1.353 |
| 3    | USA                     | 24 | 9 | 8 | 1 | 26 | 9  | 2.888  | 823 | 731 | 1.125 |
| 4    | Italien                 | 14 | 9 | 5 | 4 | 18 | 14 | 1.285  | 740 | 690 | 1.072 |
| 5    | Ryssland                | 14 | 9 | 5 | 4 | 16 | 17 | 0.941  | 730 | 746 | 0.978 |
| 6    | Japan                   | 13 | 9 | 4 | 5 | 16 | 16 | 1.000  | 699 | 721 | 0.969 |
| 7    | Tyskland                | 13 | 9 | 4 | 5 | 15 | 17 | 0.882  | 733 | 692 | 1.059 |
| 8    | Serbien                 | 12 | 9 | 3 | 6 | 17 | 19 | 0.894  | 796 | 775 | 1.027 |
| 9    | Thailand                | 8  | 9 | 3 | 6 | 11 | 21 | 0.523  | 667 | 726 | 0.918 |
| 10   | Belgien                 | 6  | 9 | 2 | 7 | 8  | 21 | 0.380  | 571 | 692 | 0.825 |
| 11   | Turkiet                 | 5  | 9 | 2 | 7 | 10 | 23 | 0.434  | 690 | 783 | 0.881 |
| 12   | Dominikanska republiken | 0  | 9 | 0 | 9 | 0  | 27 | 0.000  | 415 | 675 | 0.614 |

      Kvalificerade för slutspelet.
      Nerflyttade till division 2.

#### Division 2

##### Första helgen
| Grupp J       | Grupp K     |
| ------------- | ----------- |
| Argentina     | Bulgarien   |
| Kroatien      | Kanada      |
| Nederländerna | Polen       |
| Tjeckien      | Puerto Rico |

###### Grupp J
| 3 juli 2015 Športska dvorana Žatika, Poreč Speltid: 1:55 - Åskådare: 100 | Nederländerna | 3 - 1 | Tjeckien      | 25-17, 23-25, 26-24, 25-18 |
| 3 juli 2015 Športska dvorana Žatika, Poreč Speltid: 1:43 - Åskådare: 500 | Argentina     | 3 - 1 | Kroatien      | 25-19, 26-24, 15-25, 25-16 |
| 4 juli 2015 Športska dvorana Žatika, Poreč Speltid: 1:03 - Åskådare: 75  | Argentina     | 0 - 3 | Nederländerna | 11-25, 11-25, 12-25        |
| 4 juli 2015 Športska dvorana Žatika, Poreč Speltid: 1:23 - Åskådare: 450 | Tjeckien      | 3 - 0 | Kroatien      | 25-17, 25-19, 25-19        |
| 5 juli 2015 Športska dvorana Žatika, Poreč Speltid: 1:58 - Åskådare: 75  | Tjeckien      | 3 - 1 | Argentina     | 25-23, 25-20, 23-25, 25-19 |
| 5 juli 2015 Športska dvorana Žatika, Poreč Speltid: 1:07 - Åskådare: 400 | Kroatien      | 0 - 3 | Nederländerna | 17-25, 11-25, 13-25        |

###### Grupp K
| 3 juli 2015 Polideportivo Guillermo Angulo, Carolina Speltid: 1:18 - Åskådare: 950   | Bulgarien   | 0 - 3 | Polen     | 17-25, 20-25, 22-25               |
| 3 juli 2015 Polideportivo Guillermo Angulo, Carolina Speltid: 1:42 - Åskådare: 2 000 | Puerto Rico | 3 - 1 | Kanada    | 25-18, 25-10, 24-26, 25-14        |
| 4 juli 2015 Polideportivo Guillermo Angulo, Carolina Speltid: 2:06 - Åskådare: 600   | Bulgarien   | 2 - 3 | Kanada    | 25-18, 14-25, 14-25, 25-20, 13-15 |
| 4 juli 2015 Polideportivo Guillermo Angulo, Carolina Speltid: 1:55 - Åskådare: 2 500 | Puerto Rico | 3 - 1 | Polen     | 25-19, 21-25, 25-19, 25-18        |
| 5 juli 2015 Polideportivo Guillermo Angulo, Carolina Speltid: 2:01 - Åskådare: 750   | Kanada      | 1 - 3 | Polen     | 18-25, 25-20, 26-28, 17-25        |
| 5 juli 2015 Polideportivo Guillermo Angulo, Carolina Speltid: 2:19 - Åskådare: 3 000 | Puerto Rico | 2 - 3 | Bulgarien | 19-25, 25-27, 25-20, 25-18, 14-16 |

##### Andra helgen
| Grupp L       | Grupp M     |
| ------------- | ----------- |
| Argentina     | Bulgarien   |
| Kanada        | Kroatien    |
| Nederländerna | Tjeckien    |
| Polen         | Puerto Rico |

###### Grupp L
| 10 juli 2015 Stadium Cincuantenario, Formosa Speltid: 1:23 - Åskådare: 3 000 | Polen         | 0 - 3 | Nederländerna | 18-25, 20-25, 15-25               |
| 10 juli 2015 Stadium Cincuantenario, Formosa Speltid: 2:09 - Åskådare: 6 000 | Argentina     | 1 - 3 | Kanada        | 25-22, 23-25, 14-25, 29-31        |
| 11 juli 2015 Stadium Cincuantenario, Formosa Speltid: 2:00 - Åskådare: 2 100 | Polen         | 3 - 1 | Kanada        | 25–20, 19–25, 25–17, 27–25        |
| 11 juli 2015 Stadium Cincuantenario, Formosa Speltid: 2:27 - Åskådare: 6 000 | Argentina     | 2 - 3 | Nederländerna | 21-25, 18-25, 25-20, 28-26, 12-15 |
| 12 juli 2015 Stadium Cincuantenario, Formosa Speltid: 1:55 - Åskådare: 3 500 | Nederländerna | 3 - 0 | Kanada        | 25-22, 25-16, 25-21               |
| 12 juli 2015 Stadium Cincuantenario, Formosa Speltid: 1:41 - Åskådare: 5 000 | Argentina     | 0 - 3 | Polen         | 21-25, 23-25, 25-27               |

###### Grupp M
| 10 juli 2015 Arena Samokov, Samokov Speltid: 2:12 - Åskådare: 50  | Puerto Rico | 3 - 2 | Tjeckien    | 25-20, 25-22, 19-25, 13-25, 18-16 |
| 10 juli 2015 Arena Samokov, Samokov Speltid: 2:02 - Åskådare: 250 | Bulgarien   | 3 - 2 | Kroatien    | 25-18, 23-25, 21-25, 25-22, 15-12 |
| 11 juli 2015 Arena Samokov, Samokov Speltid: 1:47 - Åskådare: 50  | Kroatien    | 1 - 3 | Puerto Rico | 25-23, 16-25, 23-25, 17-25        |
| 11 juli 2015 Arena Samokov, Samokov Speltid: 2:08 - Åskådare: 250 | Bulgarien   | 2 - 3 | Tjeckien    | 23-25, 25-18, 17-25, 25-18, 11-15 |
| 12 juli 2015 Arena Samokov, Samokov Speltid: 1:44 - Åskådare: 50  | Kroatien    | 1 - 3 | Tjeckien    | 12-25, 25-22, 21-25, 21-25        |
| 12 juli 2015 Arena Samokov, Samokov Speltid: 1:26 - Åskådare: 150 | Bulgarien   | 3 - 0 | Puerto Rico | 28-26, 25-20, 25-15               |

##### Sluttabell
| Pos. | Lag           | Pt | M | V | F | SV | SF | Kvot  | PV  | PF  | Kvot  |
| ---- | ------------- | -- | - | - | - | -- | -- | ----- | --- | --- | ----- |
| 1    | Nederländerna | 17 | 6 | 6 | 0 | 18 | 3  | 6.000 | 510 | 375 | 1.360 |
| 2    | Polen         | 12 | 6 | 4 | 2 | 13 | 8  | 1.625 | 480 | 472 | 1.016 |
| 3    | Tjeckien      | 12 | 6 | 4 | 2 | 15 | 10 | 1.500 | 563 | 521 | 1.080 |
| 4    | Puerto Rico   | 12 | 6 | 4 | 2 | 14 | 11 | 1.272 | 562 | 522 | 1.076 |
| 5    | Bulgarien     | 9  | 6 | 3 | 3 | 13 | 13 | 1.000 | 544 | 550 | 0.989 |
| 6    | Kanada        | 5  | 6 | 2 | 4 | 9  | 15 | 0.600 | 506 | 550 | 0.920 |
| 7    | Argentina     | 4  | 6 | 1 | 5 | 7  | 16 | 0.437 | 476 | 548 | 0.868 |
| 8    | Kroatien      | 1  | 6 | 0 | 6 | 5  | 18 | 0.277 | 442 | 545 | 0.811 |

      Kvalificerade för slutspelet.
      Nerflyttade till division 3.

#### Division 3

##### Första helgen
| Grupp N    | Grupp O  |
| ---------- | -------- |
| Algeriet   | Colombia |
| Australien | Kenya    |
| Kuba       | Mexiko   |
| Kazakstan  | Peru     |

###### Grupp N
| 26 juni 2015 Zhastar Sports Palace, Taldyqorghan Speltid: 1:09 - Åskådare: 1 350 | Australien | 0 - 3 | Kuba       | 22-25, 12-25, 16-25               |
| 26 juni 2015 Zhastar Sports Palace, Taldyqorghan Speltid: 1:08 - Åskådare: 1 980 | Kazakstan  | 3 - 0 | Algeriet   | 25-23, 25-17, 25-20               |
| 27 juni 2015 Zhastar Sports Palace, Taldyqorghan Speltid: 1:07 - Åskådare: 1 100 | Kuba       | 3 - 0 | Algeriet   | 25-19, 25-18, 25-16               |
| 27 juni 2015 Zhastar Sports Palace, Taldyqorghan Speltid: 1:13 - Åskådare: 1 850 | Kazakstan  | 3 - 0 | Australien | 25-20, 25-21, 25-8                |
| 28 juni 2015 Zhastar Sports Palace, Taldyqorghan Speltid: 1:10 - Åskådare: 1 040 | Algeriet   | 3 - 0 | Australien | 25-19, 25-22, 25-13               |
| 28 juni 2015 Zhastar Sports Palace, Taldyqorghan Speltid: 2:00 - Åskådare: 2 000 | Kazakstan  | 3 - 2 | Kuba       | 25-16, 12-25, 26-24, 21-25, 15-13 |

###### Grupp O
| 26 juni 2015 Gimnasio Nuevo León, Monterrey Speltid: 1:14 - Åskådare: 300   | Kenya    | 0 - 3 | Peru     | 18-25, 12-25, 23-25              |
| 26 juni 2015 Gimnasio Nuevo León, Monterrey Speltid: 1:10 - Åskådare: 950   | Mexiko   | 0 - 3 | Colombia | 18-25, 16-25, 18-25              |
| 27 juni 2015 Gimnasio Nuevo León, Monterrey Speltid: 1:59 - Åskådare: 500   | Peru     | 3 - 1 | Colombia | 25-19, 19-25, 25-21, 25-19       |
| 27 juni 2015 Gimnasio Nuevo León, Monterrey Speltid: 1:52 - Åskådare: 1 100 | Mexiko   | 2 - 3 | Kenya    | 16-25, 25-20, 25-21, 17-25, 9-15 |
| 28 juni 2015 Gimnasio Nuevo León, Monterrey Speltid: 1:11 - Åskådare: 425   | Colombia | 3 - 0 | Kenya    | 25-21, 25-14, 25-20              |
| 28 juni 2015 Gimnasio Nuevo León, Monterrey Speltid: 1:06 - Åskådare: 1 025 | Mexiko   | 0 - 3 | Peru     | 16-25, 17-25, 12-25              |

##### Andra helgen
| Grupp P   | Grupp Q    |
| --------- | ---------- |
| Kuba      | Algeriet   |
| Colombia  | Australien |
| Kazakstan | Kenya      |
| Peru      | Mexiko     |

###### Grupp P
| 3 juli 2015 Coliseo Gran Chimú, Trujillo Speltid: 1:10 - Åskådare: 650   | Kuba      | 3 - 0 | Kazakstan | 25-22, 25-16, 25-23        |
| 3 juli 2015 Coliseo Gran Chimú, Trujillo Speltid: 1:13 - Åskådare: 1 300 | Peru      | 0 - 3 | Colombia  | 17-25, 17-25, 23-25        |
| 4 juli 2015 Coliseo Gran Chimú, Trujillo Speltid: 1:13 - Åskådare: 1 000 | Kazakstan | 0 - 3 | Colombia  | 19-25, 22-25, 19-25        |
| 4 juli 2015 Coliseo Gran Chimú, Trujillo Speltid: 1:19 - Åskådare: 1 600 | Peru      | 3 - 0 | Kuba      | 25-23, 25-21, 25-20        |
| 5 juli 2015 Coliseo Gran Chimú, Trujillo Speltid: 1:34 - Åskådare: 1 200 | Colombia  | 3 - 1 | Kuba      | 25-14, 21-25, 25-20, 27-25 |
| 5 juli 2015 Coliseo Gran Chimú, Trujillo Speltid: 1:06 - Åskådare: 3 200 | Peru      | 3 - 0 | Kazakstan | 25-12, 25-16, 25-18        |

###### Grupp Q
| 3 juli 2015 Salle Omnisports de Cheraga, Cheraga Speltid: 1:18 - Åskådare: 150   | Mexiko     | 0 - 3 | Kenya      | 20-25, 17-25, 22-25               |
| 3 juli 2015 Salle Omnisports de Cheraga, Cheraga Speltid: 2:11 - Åskådare: 850   | Algeriet   | 3 - 2 | Australien | 25-18, 25-23, 21-25, 20-25, 15-10 |
| 4 juli 2015 Salle Omnisports de Cheraga, Cheraga Speltid: 1:08 - Åskådare: 100   | Kenya      | 3 - 0 | Australien | 25-20, 25-16, 25-15               |
| 4 juli 2015 Salle Omnisports de Cheraga, Cheraga Speltid: 2:13 - Åskådare: 700   | Mexiko     | 3 - 2 | Algeriet   | 25-20, 22-25, 25-14, 21-25, 15-13 |
| 5 juli 2015 Salle Omnisports de Cheraga, Cheraga Speltid: 1:49 - Åskådare: 100   | Australien | 1 - 3 | Mexiko     | 18-25, 25-22, 19-25, 22-25        |
| 5 juli 2015 Salle Omnisports de Cheraga, Cheraga Speltid: 1:54 - Åskådare: 1 200 | Algeriet   | 2 - 3 | Kenya      | 25-20, 15-25, 25-23, 13-25, 13-15 |

##### Sluttabell
| Pos. | Lag        | Pt | M | V | F | SV | SF | Kvot  | PV  | PF  | Kvot  |
| ---- | ---------- | -- | - | - | - | -- | -- | ----- | --- | --- | ----- |
| 1    | Colombia   | 15 | 6 | 5 | 1 | 16 | 6  | 4.000 | 482 | 402 | 1.199 |
| 2    | Peru       | 15 | 6 | 5 | 1 | 15 | 4  | 3.750 | 451 | 367 | 1.229 |
| 3    | Kenya      | 10 | 6 | 4 | 2 | 12 | 10 | 1.200 | 472 | 443 | 1.065 |
| 4    | Kuba       | 10 | 6 | 3 | 3 | 12 | 9  | 1.333 | 476 | 436 | 1.091 |
| 5    | Kazakstan  | 8  | 6 | 3 | 3 | 9  | 11 | 0.818 | 416 | 437 | 0.951 |
| 6    | Algeriet   | 7  | 6 | 2 | 4 | 10 | 14 | 0.714 | 482 | 521 | 0.925 |
| 7    | Mexiko     | 6  | 6 | 2 | 4 | 8  | 15 | 0.533 | 453 | 512 | 0.884 |
| 8    | Australien | 1  | 6 | 0 | 6 | 3  | 18 | 0.166 | 389 | 503 | 0.773 |

      Kvalificerade för slutspelet.

### Slutspelsrundan

#### Division 1

##### Final Six

###### Resultat
| 22 juli 2015 CenturyLink Center Omaha, Omaha Speltid: 1:50 - Åskådare: 2 500 | Brasilien | 3 - 1 | Kina      | 23-25, 25-20, 25-16, 25-14        |
| 22 juli 2015 CenturyLink Center Omaha, Omaha Speltid: 1:32 - Åskådare: 3 600 | Italien   | 0 - 3 | Ryssland  | 24-26, 26-28, 19-25               |
| 22 juli 2015 CenturyLink Center Omaha, Omaha Speltid: 1:14 - Åskådare: 5 105 | USA       | 3 - 0 | Japan     | 25-12, 25-15, 25-18               |
| 23 juli 2015 CenturyLink Center Omaha, Omaha Speltid: 1:33 - Åskådare: 2 500 | Brasilien | 0 - 3 | Ryssland  | 19-25, 26-28, 19-25               |
| 23 juli 2015 CenturyLink Center Omaha, Omaha Speltid: 1:17 - Åskådare: 3 000 | Kina      | 3 - 0 | Japan     | 25-20, 25-19, 25-12               |
| 23 juli 2015 CenturyLink Center Omaha, Omaha Speltid: 1:48 - Åskådare: 6 500 | USA       | 3 - 1 | Italien   | 25-17, 25-14, 15-25, 25-18        |
| 24 juli 2015 CenturyLink Center Omaha, Omaha Speltid: 1:22 - Åskådare: 2 500 | Brasilien | 3 - 0 | Japan     | 25-21, 25-23, 25-16               |
| 24 juli 2015 CenturyLink Center Omaha, Omaha Speltid: 2:05 - Åskådare: 3 500 | Kina      | 2 - 3 | Italien   | 15-25, 25-22, 25-22, 18-25, 12-15 |
| 24 juli 2015 CenturyLink Center Omaha, Omaha Speltid: 2:07 - Åskådare: 7 500 | USA       | 3 - 1 | Ryssland  | 26-24, 19-25, 25-16, 25-22        |
| 25 juli 2015 CenturyLink Center Omaha, Omaha Speltid: 1:24 - Åskådare: 3 500 | Kina      | 3 - 0 | Ryssland  | 27-25, 25-20, 25-19               |
| 25 juli 2015 CenturyLink Center Omaha, Omaha Speltid: 1:29 - Åskådare: 7 800 | USA       | 3 - 0 | Brasilien | 25-16, 25-22, 25-21               |
| 25 juli 2015 CenturyLink Center Omaha, Omaha Speltid: 2:37 - Åskådare: 2 000 | Italien   | 3 - 2 | Japan     | 20-25, 25-20, 28-30, 26-24, 24-22 |
| 26 juli 2015 CenturyLink Center Omaha, Omaha Speltid: 1:26 - Åskådare: 8 500 | USA       | 3 - 0 | Kina      | 25-23, 25-19, 25-18               |
| 26 juli 2015 CenturyLink Center Omaha, Omaha Speltid: 2:00 - Åskådare: 3 000 | Brasilien | 3 - 1 | Italien   | 25-18, 25-27, 30-28, 25-18        |
| 26 juli 2015 CenturyLink Center Omaha, Omaha Speltid: 1:08 - Åskådare: 1 000 | Japan     | 0 - 3 | Ryssland  | 11-25, 19-25, 18-25               |

###### Sluttabell
| Pos. | Lag       | Pt | M | V | F | SV | SF | Kvot  | PV  | PF  | Kvot  |
| ---- | --------- | -- | - | - | - | -- | -- | ----- | --- | --- | ----- |
| 1    | USA       | 15 | 5 | 5 | 0 | 15 | 2  | 7.500 | 410 | 325 | 1.261 |
| 2    | Ryssland  | 9  | 5 | 3 | 2 | 10 | 6  | 1.666 | 383 | 353 | 1.084 |
| 3    | Brasilien | 9  | 5 | 3 | 2 | 9  | 8  | 1.125 | 401 | 379 | 1.058 |
| 4    | Kina      | 7  | 5 | 2 | 3 | 9  | 9  | 1.000 | 382 | 397 | 0.962 |
| 5    | Italien   | 4  | 5 | 2 | 3 | 8  | 13 | 0.615 | 466 | 490 | 0.951 |
| 6    | Japan     | 1  | 5 | 0 | 5 | 2  | 15 | 0.133 | 325 | 423 | 0.768 |

#### Division 2
|  | Semifinaler   | Semifinaler |       |               | Final               | Final               |  |
|  |               |             |       |               |                     |                     |  |
|  | Nederländerna | 3           |       |               |                     |                     |  |
|  | Nederländerna | 3           |       |               |                     |                     |  |
|  | Tjeckien      | 0           |       |               |                     |                     |  |
|  | Tjeckien      | 0           |       | Nederländerna | 3                   |                     |  |
|  |               |             |       | Nederländerna | 3                   |                     |  |
|  |               |             | Polen | 0             |                     |                     |  |
|  | Polen         | 3           | Polen | 0             |                     |                     |  |
|  | Polen         | 3           |       |               |                     |                     |  |
|  | Puerto Rico   | 1           |       |               | Match om tredjepris | Match om tredjepris |  |
|  | Puerto Rico   | 1           |       |               |                     |                     |  |
|  |               |             |       |               |                     |                     |  |
|  |               |             |       |               | Tjeckien            | 3                   |  |
|  |               |             |       |               | Tjeckien            | 3                   |  |
|  |               |             |       |               | Puerto Rico         | 1                   |  |

##### Semifinaler
| 1º augusti 2015 Hala Globus, Lublin Speltid: 1:24 - Åskådare: 1 282 | Nederländerna | 3 - 0 | Tjeckien    | 25–21, 25–14, 27–25        |
| 1º augusti 2015 Hala Globus, Lublin Speltid: 1:49 - Åskådare: 2 463 | Polen         | 3 - 1 | Puerto Rico | 25–21, 21–25, 25–16, 25–23 |

##### Match om tredjepris
| 2 augusti 2015 Hala Globus, Lublin Speltid: 1:46 - Åskådare: 1 603 | Tjeckien | 3 - 1 | Puerto Rico | 25-18, 12-25, 25-21, 25-17 |

##### Final
| 2 augusti 2015 Hala Globus, Lublin Speltid: 1:18 - Åskådare: 3 095 | Nederländerna | 3 - 0 | Polen | 25-19, 25-19, 25-16 |

#### Division 3
|  | Semifinaler | Semifinaler |       |      | Final               | Final               |  |
|  |             |             |       |      |                     |                     |  |
|  | Peru        | 3           |       |      |                     |                     |  |
|  | Peru        | 3           |       |      |                     |                     |  |
|  | Colombia    | 0           |       |      |                     |                     |  |
|  | Colombia    | 0           |       | Peru | 1                   |                     |  |
|  |             |             |       | Peru | 1                   |                     |  |
|  |             |             | Kenya | 3    |                     |                     |  |
|  | Australien  | 1           | Kenya | 3    |                     |                     |  |
|  | Australien  | 1           |       |      |                     |                     |  |
|  | Kenya       | 3           |       |      | Match om tredjepris | Match om tredjepris |  |
|  | Kenya       | 3           |       |      |                     |                     |  |
|  |             |             |       |      |                     |                     |  |
|  |             |             |       |      | Colombia            | 3                   |  |
|  |             |             |       |      | Colombia            | 3                   |  |
|  |             |             |       |      | Australien          | 0                   |  |

##### Semifinaler
| 11 juli 2015 AIS Arena, Canberra Speltid: 1:15 - Åskådare: 1 200 | Peru       | 3 - 0 | Colombia | 25-16, 25-17, 25-19        |
| 11 juli 2015 AIS Arena, Canberra Speltid: 1:38 - Åskådare: 1 500 | Australien | 1 - 3 | Kenya    | 25-18, 16-25, 20-25, 14-25 |

##### Match om tredjepris
| 12 juli 2015 AIS Arena, Canberra Speltid: 1:10 - Åskådare: 900 | Colombia | 3 - 0 | Australien | 25-12, 25-22, 25-16 |

##### Final
| 12 juli 2015 AIS Arena, Canberra Speltid: 1:42 - Åskådare: 1 500 | Peru | 1 - 3 | Kenya | 25-21, 17-25, 22-25, 23-25 |

## Slutplaceringar
| Pos | Lag                     | Verdetto                                             |
| --- | ----------------------- | ---------------------------------------------------- |
|     | USA                     | FIVB Volleyball World Grand Prix 2016 (division 1)   |
|     | Ryssland                | FIVB Volleyball World Grand Prix 2016 (division 1)   |
|     | Brasilien               | FIVB Volleyball World Grand Prix 2016 (division 1)   |
| 4   | Kina                    | FIVB Volleyball World Grand Prix 2016 (division 1)   |
| 5   | Italien                 | FIVB Volleyball World Grand Prix 2016 (division 1)   |
| 6   | Japan                   | FIVB Volleyball World Grand Prix 2016 (division 1)   |
| 7   | Tyskland                | FIVB Volleyball World Grand Prix 2016 (division 1)   |
| 8   | Serbien                 | FIVB Volleyball World Grand Prix 2016 (division 1)   |
| 9   | Thailand                | FIVB Volleyball World Grand Prix 2016 (division 1)   |
| 10  | Belgien                 | FIVB Volleyball World Grand Prix 2016 (division 1)   |
| 11  | Turkiet                 | FIVB Volleyball World Grand Prix 2016 (division 1)   |
| 12  | Dominikanska republiken | FIVB Volleyball World Grand Prix 2016 (division 2) ▼ |
| 13  | Nederländerna           | FIVB Volleyball World Grand Prix 2016 (division 1) ▲ |
| 14  | Polen                   | FIVB Volleyball World Grand Prix 2016 (division 2)   |
| 15  | Tjeckien                | FIVB Volleyball World Grand Prix 2016 (division 2)   |
| 16  | Puerto Rico             | FIVB Volleyball World Grand Prix 2016 (division 2)   |
| 17  | Bulgarien               | FIVB Volleyball World Grand Prix 2016 (division 2)   |
| 18  | Kanada                  | FIVB Volleyball World Grand Prix 2016 (division 2)   |
| 19  | Argentina               | FIVB Volleyball World Grand Prix 2016 (division 2)   |
| 20  | Kroatien                | FIVB Volleyball World Grand Prix 2016 (division 3) ▼ |
| 21  | Kenya                   | FIVB Volleyball World Grand Prix 2016 (division 2) ▲ |
| 22  | Peru                    | FIVB Volleyball World Grand Prix 2016 (division 3)   |
| 23  | Colombia                | FIVB Volleyball World Grand Prix 2016 (division 3)   |
| 24  | Australien              | FIVB Volleyball World Grand Prix 2016 (division 3)   |
| 25  | Kuba                    | FIVB Volleyball World Grand Prix 2016 (division 3)   |
| 26  | Kazakstan               | FIVB Volleyball World Grand Prix 2016 (division 3)   |
| 27  | Algeriet                | FIVB Volleyball World Grand Prix 2016 (division 3)   |
| 28  | Mexiko                  | FIVB Volleyball World Grand Prix 2016 (division 3)   |

## Individuella utmärkelser
| Utmärkelse              | Namn               | Lag       |
| ----------------------- | ------------------ | --------- |
| Mest värdefulla spelare | Karsta Lowe        | USA       |
| Bästa passare           | Molly Kreklow      | USA       |
| Bästa högerspiker       | Natalija Hončarova | Ryssland  |
| Bästa vänsterspiker     | Natália Pereira    | Brasilien |
| Bästa vänsterspiker     | Kelsey Robinson    | USA       |
| Bästa center            | Juciely Barreto    | Brasilien |
| Bästa center            | Christa Harmotto   | USA       |
| Bästa libero            | Anna Malova        | Ryssland  |